# 제주특별자치도의 중학교 목록
다음 목록은 제주특별자치도에 있는 중학교 목록이다.

## 가
고산중학교 · 
귀일중학교 · 
김녕중학교

## 나
남원중학교 · 
남주중학교 · 
노형중학교

## 다
대정중학교

## 마
무릉중학교

## 사
서귀중앙여자중학교 · 
서귀포대신중학교 · 
서귀포여자중학교 · 
서귀포중학교 · 
성산중학교 · 
세화중학교 · 
신산중학교 · 
신성여자중학교 · 
신엄중학교 · 
신창중학교

## 아
아라중학교 · 
안덕중학교 · 
애월중학교 · 
오름중학교 · 
오현중학교 · 
우도중학교 · 
위미중학교

## 자
저청중학교 · 
제주대학교 사범대학 부설중학교 · 
제주동여자중학교 · 
제주동중학교 · 
제주서중학교 · 
제주여자중학교 · 
제주제일중학교 · 
제주중앙여자중학교 · 
제주중앙중학교 · 
제주중학교 · 
조천중학교 · 
중문중학교

## 차
추자중학교

## 타
탐라중학교

## 파
표선중학교

## 하
한라중학교 · 
한림여자중학교 · 
한림중학교 · 
함덕중학교 · 
효돈중학교